# منحنی گونه-مساحت

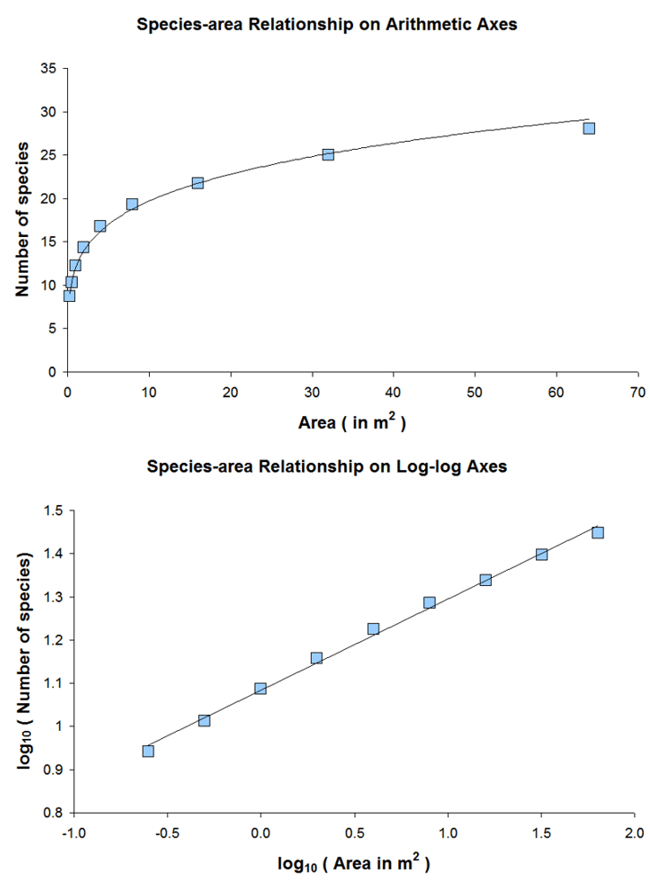
رابطه گونه-منطقه برای یک زیستگاه پیوسته

منحنی گونه-مساحت (به انگلیسی: Species–area curve) یا رابطه گونه-مساحت (به انگلیسی: Species–area relationship)رابطه بین مساحت یک زیستگاه یا بخشی از یک زیستگاه و تعداد گونه‌های موجود در آن منطقه را توصیف می‌کند. مناطق بزرگ‌تر گرایش به داشتن تعداد بیشتری از گونه‌ها دارند، و از نظر تجربی، به نظر می‌رسد تعداد نسبی از روابط ریاضی سیستماتیک پیروی می‌کنند. رابطه گونه-مساحت معمولاً برای یک نوع جاندار، مانند همه گیاهان آوندی یا همه گونه‌های سطح تغذیه‌ای خاص در یک مکان خاص ایجاد می‌شود. به ندرت برای همه انواع جانداران ساخته شده‌است، اگر صرفاً به دلیل نیازهای فوق‌العاده داده باشد. این منحنی با منحنی کشف گونه مرتبط است اما یکسان نیست.